# Maxillariella densifolia
Maxillariella densifolia är en orkidéart som först beskrevs av Eduard Friedrich Poeppig och Stephan Ladislaus Endlicher, och fick sitt nu gällande namn av Mario Alberto Blanco och Germán Carnevali. Maxillariella densifolia ingår i släktet Maxillariella och familjen orkidéer. Inga underarter finns listade i Catalogue of Life.